# Pachypodium succulentum
Pachypodium succulentum (L.f.) Sweet, 1830 è una pianta della famiglia delle Apocinacee, endemica del Sudafrica.

## Descrizione

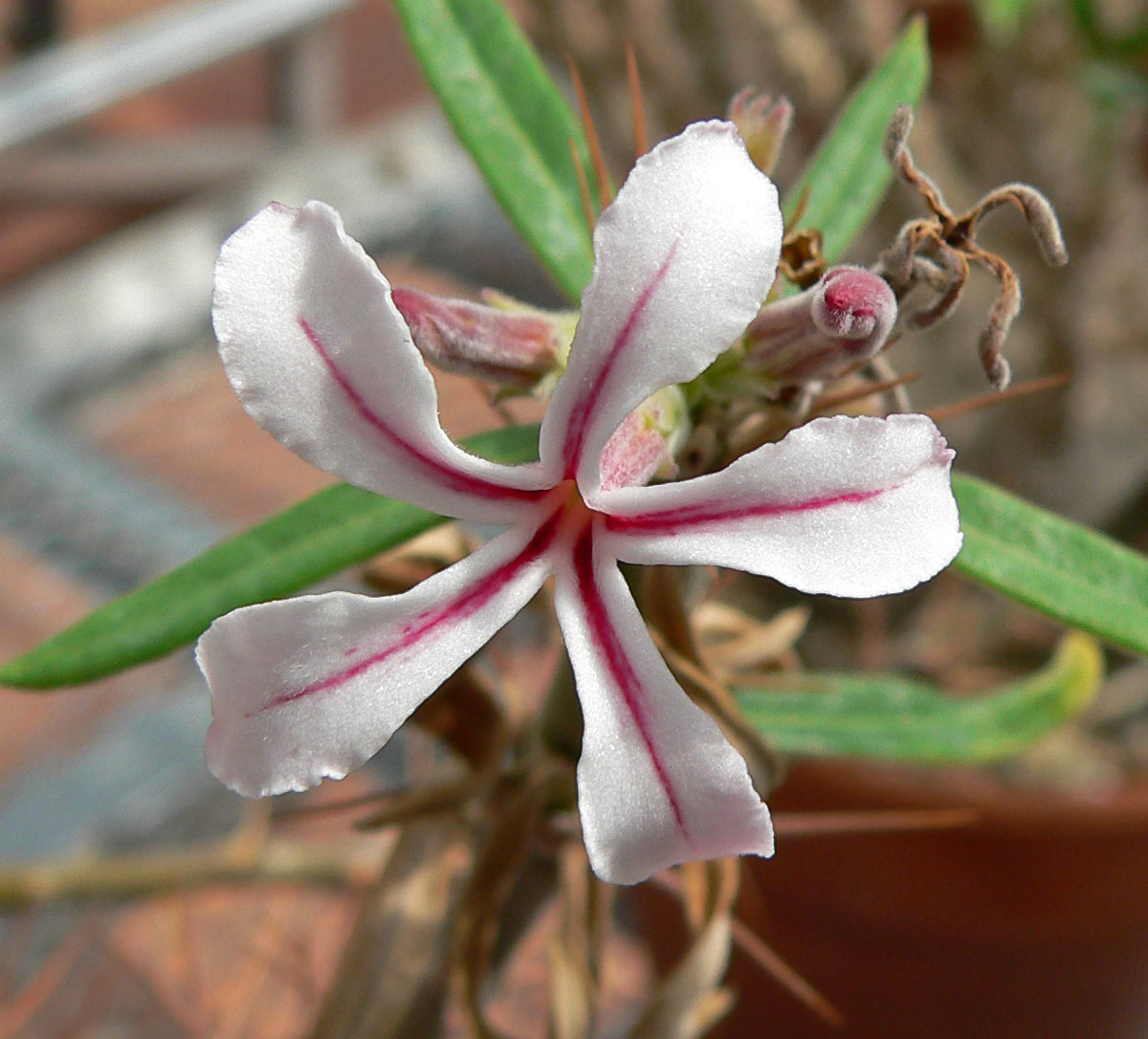
Fiore

È una pianta succulenta caudiciforme, con tronco in parte sotterraneo, che raggiunge 1,5 m di altezza e 15 cm di diametro, con ramificazioni sottili, talora ricadenti.
Le foglie, ovaliformi, coriacee, sono lunghe 5–8 cm e larghe 1-1,5 cm.
I fiori sono di colore dal bianco al rosa pallido con la gola rossiccia.

## Distribuzione e habitat
L'areale della specie è ristretto al Sudafrica (Provincia del Capo Settentrionale, Provincia del Capo Occidentale e Free State).

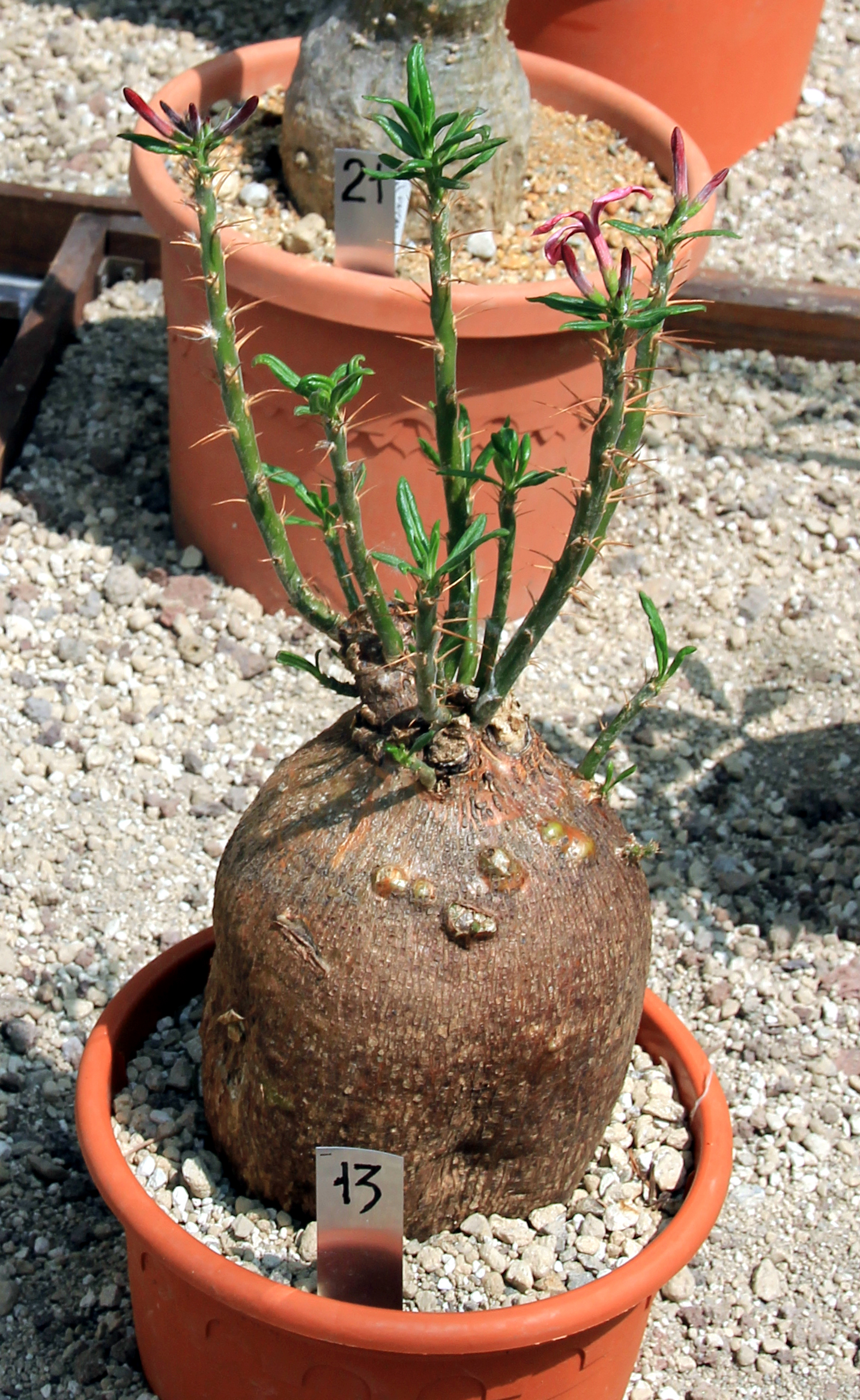
Pachypodium succulentum

## Conservazione
Questa specie è inserita nella Appendice II della Convention on International Trade of Endangered Species (CITES)